# Мйодари (Нижньосілезьке воєводство)
Мйодари (пол. Miodary, нім. Hönigern) — село в Польщі, у гміні Доброшиці Олесницького повіту Нижньосілезького воєводства.
Населення — 120 осіб (2011).
У 1975-1998 роках село належало до Вроцлавського воєводства.

## Демографія
Демографічна структура станом на 31 березня 2011 року:
|          | Загалом | Допрацездатний вік | Працездатний вік | Постпрацездатний вік |
| -------- | ------- | ------------------ | ---------------- | -------------------- |
| Чоловіки | 60      | 11                 | 44               | 5                    |
| Жінки    | 60      | 8                  | 44               | 8                    |
| Разом    | 120     | 19                 | 88               | 13                   |